# Vilamalla
Vilamalla és un municipi de la comarca de l'Alt Empordà. El terme està entre els rius Manol i Fluvià, en terreny pla, en els terraprims de suaus ondulacions. Amb el nom de Villa Dalmalia apareix documentada l'any 974, com a possessió del monestir de Sant Pere de Rodes, dins de l'antic comtat d'Empúries.
La proximitat amb Figueres i amb vies de comunicació importants ha fet que s'hi instal·lessin nombroses indústries, i es creessin polígons industrials, base de l'auge de l'economia local. En menor quantia, hi ha encara el cultiu de les terres, sobretot de blat, i alguna part de regadiu, amb hortalisses.
D'altra banda, 4.000 m² del municipi els ocupa el Complex Duaner Fitosanitari, administrat directament per l'Estat Espanyol.
Ferran Prat i Batlle va ser alcalde de Vilamalla durant gairebé tres dècades, liderant el municipi entre 1979 i 2007 sota diverses formacions polítiques.

## Geografia
- Llista de topònims de Vilamalla (Orografia: muntanyes, serres, collades, indrets..; hidrografia: rius, fonts...; edificis: cases, masies, esglésies, etc).

## Demografia
| Entitat de població                      | Habitants (2023) |
| el Pont del Príncep                      | 867              |
| Vilamalla                                | 261              |
| Afores                                   | 60               |
| Polígon industrial Empordà Internacional | 0                |
| Font: Idescat                            |                  |

| 1497 f | 1515 f | 1553 f | 1717 | 1787 | 1857 | 1877 | 1887 | 1900 | 1910 |
| ------ | ------ | ------ | ---- | ---- | ---- | ---- | ---- | ---- | ---- |
| 26     | -      | 25     | 93   | 162  | 330  | 344  | 303  | 267  | 275  |

| 1920 | 1930 | 1940 | 1950 | 1960 | 1970 | 1981 | 1990 | 1992 | 1994 |
| ---- | ---- | ---- | ---- | ---- | ---- | ---- | ---- | ---- | ---- |
| 291  | 273  | 304  | 310  | 304  | 364  | 375  | 641  | 622  | 622  |

| 1996 | 1998 | 2000 | 2002 | 2004 | 2006  | 2008  | 2010  | 2012  | 2014  |
| ---- | ---- | ---- | ---- | ---- | ----- | ----- | ----- | ----- | ----- |
| 606  | 615  | 761  | 851  | 878  | 1.092 | 1.115 | 1.100 | 1.101 | 1.103 |

| 2016  | 2018  | 2020  | 2022  | 2024  | 2026 | 2028 | 2030 | 2032 | 2034 |
| ----- | ----- | ----- | ----- | ----- | ---- | ---- | ---- | ---- | ---- |
| 1.121 | 1.157 | 1.161 | 1.166 | 1.220 | -    | -    | -    | -    | -    |

## Llocs d'interès
- Església de Sant Vicenç. Romànic dels segles XI-XII
- La Batllia. Masia dels segles XVI-XVII

## Cronologia

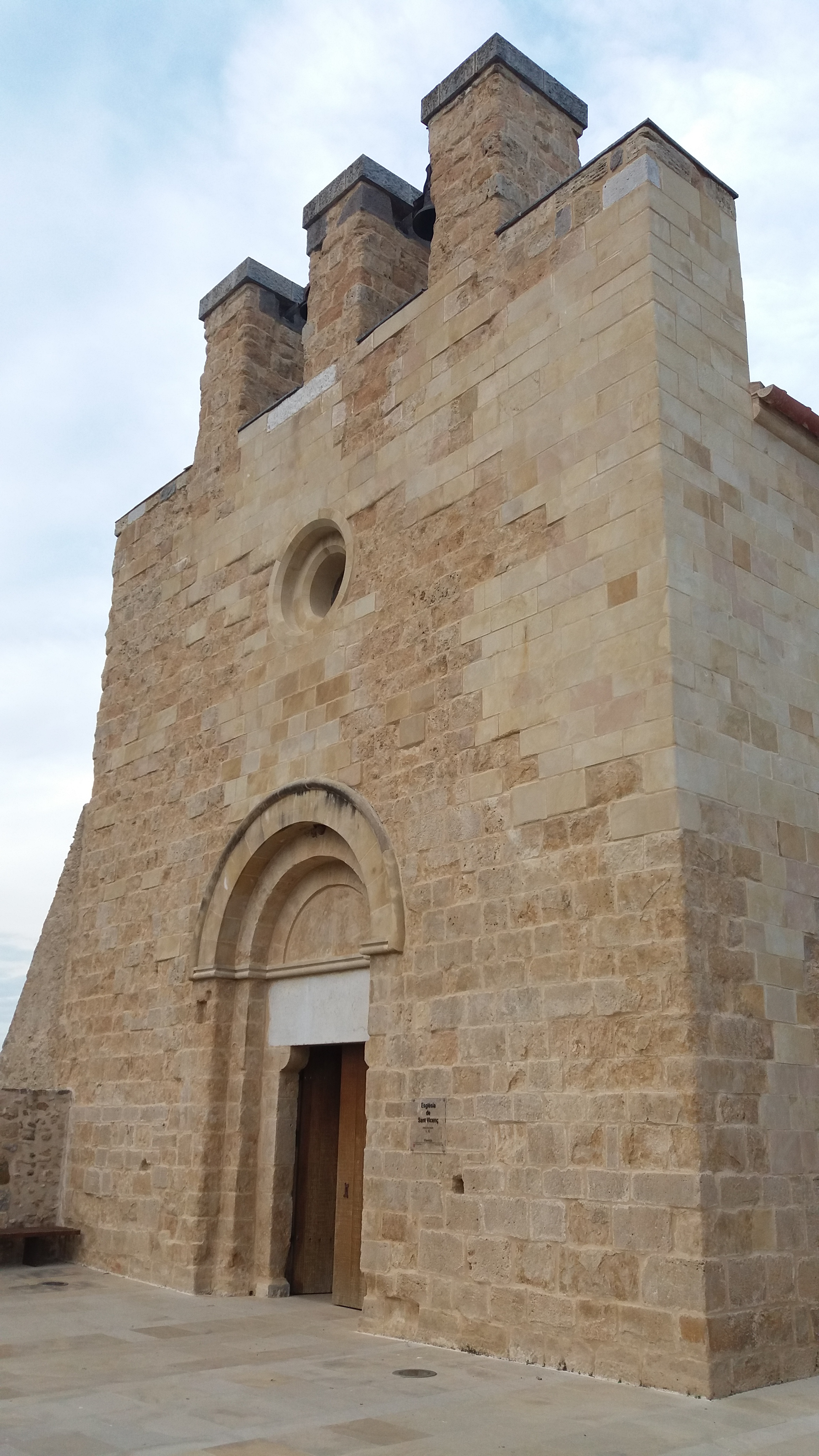
Façana de l'església parroquial de Sant Vicenç de Vilamalla.

- Façana de l'església parroquial de Sant Vicenç de Vilamalla.974. Primera aparició en un document escrit del nom de Vilamalla.
- Entre 1051 i 1058. Ermessenda de Carcassona, comtessa de Barcelona, retorna al bisbe de Girona (entre d'altres) l'església de Vilamalla de la qual el seu marit s'havia apropiat indegudament.
- 1178. Es comença a formar l'important patrimoni immobiliari del monestir de Sant Feliu de Cadins al poble.
- 1242-1455. Notícies documentades sobre la família Fontcoberta com a senyors de Vilamalla, que estaven sotmesos a l'autoritat superior dels comtes d'Empúries.
- 1275. Els comtes d'Empúries renuncien a favor de l'abadessa de Cadins als seus drets sobre la ferreria local.
- 1352. Primera estimació de població coneguda. Hi havia més de tres-cents habitants.
- 1447. Per un privilegi de la reina Maria s'autoritza els habitants de la batllia de Siurana a elegir cònsols i consellers en tots els pobles del territori. Va ser l'origen del règim municipal que va perdurar fins a principis del segle xviii. Aquest mateix document faculta les noves autoritats locals a escollir batlles i altres càrrecs comuns a tots els pobles de la batllia.
- 1455. Una partida de pagesos de remença ataca el donzell Fontcoberta, senyor del poble.
- 1497. El fogatge efectuat aquest any atribueix a Vilamalla 26 focs o llars, poc més de 100 habitants.
- 1551. El conjunt del territori de la batllia passa del domini feudal de la família Senesterra a la jurisdicció directa del rei. Aquesta transacció va ser finançada pels habitants del territori i els va suposar un endeutament molt fort, que va durar molts anys.
- 1553. Nou fogatge segons el qual el poble comptava amb 25 llars o focs, uns 100 habitants.
- 1585. Pels volts d'aquesta data es traslladen de Siurana a Vilamalla les seus d'algunes institucions de la batllia.
- 1627. Es construeix una nova estructura arquitectònica de la font que en part ha arribat fins ara.
- 1653. Una partida de tres-cents soldats francesos entra a Vilamalla i saqueja les cases i les collites.
- 1694-1695. Els francesos, que havien envaït una vegada més l'Empordà, van exigir als vilamallencs fortes contribucions de guerra. Tot i això no van poder evitar que una part dels camps fos devastada.
- 1717-1718. Els censos realitzats en aquest període atribuïen a Vilamalla 93 habitants.
- 1719. El règim de cavalleria dit de Parra va ocupar el casal de la notaria durant cinc mesos.
- 1721. El regiment de cavalleria d'Oran es va presentar a Vilamalla amb tres cartes de pagament de cadastre.
- 1733. El tresor de l'església parroquial de Sant Vicenç de Vilamalla va incorporar les relíquies de Sant Antoni de Pàdua i Sant Vicenç màrtir.
- 1734. El bisbe, en la seva visita pastoral, va manar iniciar tot un seguit d'obres d'adequació de l'interior de l'església.
- 1735. Els obrers de l'església parroquial fan diversos establiments de terres situades a la Garriga.
- 1736. Primer intent a Vilamalla de posar en conreu terres closes.
- 1736. Es col·loquen les noves campanes a l'església parroquial de Sant Vicenç.
- 1739. Es van dur a terme diverses obres de millora a l'edifici de la rectoria.
- 1757. Antoni de Calafell, prevere de Barcelona, pretén privar els pobles de la batllia de fer establiments a la Garriga.
- 1775. Els regidors de les poblacions de la batllia reclamen el dret de disposar de les Garriga.
- 1787. El cens de Floridablanca atribuí a Vilamalla 162 habitants.
- 1794-1795. Durant la Guerra Gran els francesos van ocupar i saquejar la població. Molts vilatans es van veure obligats a fugir.
- 1832. Signatura del conveni entre els propietaris de la batllia de Siurana per repartir 948 vessanes de terra del comú, destinades a potenciar el conreu de la terra.
- 1868-1869. Els desastres naturals, les sequeres i les pedregades malmeteren les collites, la qual cosa va provocar atur i misèria per als jornalers del camp.
- 1872-1875. Tercera Guerra Carlina, durant la qual va tenir lloc un atac al nucli del poble per part dels carlins. En els combats es va enderrocar el campanar i es va destruir una campana.
- 1877. Es posa en funcionament la línia de ferrocarril fins a Figueres.
- 1881. Constitució d'una comissió municipal destinada a cercar els diners per reconstruir el campanar i encarregar una nova campana.
- 1904. Es constitueix l'Associació Mútua d'obrers sota el patronatge de Sant Gil.
- 1931. S'inicien les obres de la carretera de Garrigàs a Vilamalla, passant per Tonyà.
- 1932. S'acaba la construcció del cementiri actual.
- 1935. Es constitueix l'associació recreativa El Cor del Poble.
- 1936. Es crea l'associació recreativa L'espiga.
- 1936. El consell municipal de Vilamalla acorda la confiscació de cinc finques urbanes, un mas, el local de la societat l'Espiga, l'església i la rectoria.
- 1956. Les temperatures extremadament hivernals causa la mort d'una part de les oliveres centenàries del terme.
- 1959. S'instal·la definitivament la línia telefònica al municipi.
- 1960. Restaurens a fons l'església parroquial.
- 1960. Inauguració del nou edifici escolar.
- 1962. Unes inundacions molt fortes provoquen el desbordament del rec de l'Ullal. La plaça i els carrers contigus queden coberts d'aigua. El paviment asfàltic que feia poc que s'havia inaugurat s'ha de tornar a refer.
- 1971. Un altre aiguat torna a colgar la plaça i els carrers dels voltants.
- 1975. Inauguració del polígon Empordà Internacional.
- 1977. S'aprova el Pla parcial del polígon Pont del Príncep.
- 2004. Creació de Ràdio Vilamalla K25.
- 2007. Eleccions municipals, guanyades per la formació política de CIU, encapçalada pel Sr.Carlos Álvarez. Sis regidors per la formació de CiU i tres per la formació de PSC
- 2008. El 10 de desembre del 2008 es va aprovar el Pla d'Ordenació Urbanístic Municipal.
- 2010. Inici de les obres de remodelació dels carrers del nucli antic de Vilamalla, amb tots els serveis soterrats.
- 2010-2013. Remodel·lació de l'església Sant Vicenç. Una primera fase es va fer l'interior i el mur de defensa del carrer Figueres i en una segona fase les façanes de l'edifici principal, l'enjardinament del voltant i el balcó interior del Coro.
- 2011. Noves eleccions municipals amb una majoria aclaparadora de CIU i reelecció de l'alcaldable Sr. Carlos Álvarez. Amb vuit regidors de la llista de CiU, un per la formació de PSC i cap per la formació de PP
- 2012. Tardor del 2012 Inici de les obres de remodelació del Carrer Requesens i Bassegoda, dins el marc de remodelació dels carrers de la zona residencial del Poligon Pont del Princep.
- 2013. Segona fase de remodelació i restauració de l'església de Sant Vicenç
- 2014 Estiu del 2014 Segona fase de remodelació dels Carrers Pirineus, Canigó de la zona residencial del polígon Pont del Princep.
- 2014 Setembre/Octubre importants inundacions a la zona residencial del Poligon Pont del Princep amb més de 100 cases inundades i a la zona del nucli antic per dues vegades en qüestió d'un mes.
- 2015 Primavera 2015 Tercera fase de remodelació dels carrers Alberes, Pani, Salines de la zona residencial del polígon Pont del Princep.
- 2015 Maig 2015 Eleccions Municipals Nova victoria de Carlos Álvarez González amb un contundent maxim de regidors (9) per part de CiU i cap per part del PP
- 2017 Desembre de 2017 Eleccions Autonòmiques victòria de Ciutadans amb un 40,25% dels vots.
- 2021. Eleccions al Parlament de Catalunya, Vox és el partit més votat, seguit per poc de JxCat i ERC, respectivament.
- 2023 Eleccions Municipals. Victòria de Som Futur amb 6 regidors, seguit de Més x Vilamalla que es queda en 3. PSC i Vox no obtenen representació. Albert Ramos Badosa és escollit nou alcalde de Vilamalla.
- 2023 Setembre inauguració de la nova escola de Vilamalla